# محلة الشيخ فتحي
محلة الشيخ فتحي حي من أحياء مدينة الموصل القديمة في العراق، ويشتهر بمساحته الكبيرة، يقع إلى الغرب من محلة الأحمدية.

## أصل التسمية
سمي نسبة إلى وجود مقام الشيخ الفتح بن سعيد الموصلي المتوفى سنة 220 هـ فيها .

## معالم المحلة العمرانية
وأهم معالمه مرقد وجامع الشيخ فتحي، مرقد الإمام إبراهيم (أبو الحواوين)، ومسجد الإمام الباهر.
كما أن هذه المحلة تضم مقبرة كبيرة غير مسيجة ومنتزه عام يقع في جهتها الغربية وكذلك تقع ضمن حدودها علوتين أحدهما للفواكه وأخرى للخضار.